# Балка (пам'ятка природи)
Балка — ботанічна пам'ятка природи місцевого значення в Україні. Розташована на території Березнегуватського району Миколаївської області, у межах Мурахівської сільської ради.
Площа — 5 га. Статус надано згідно з рішенням Миколаївської обласної ради № 20 від 18.03.1994 року задля охорони флористичних комплексів неогенових кристалічних відслонень.
Заказник перебуває на північний-захід від села Мурахівка.